# Pamulihan (Cipicung)
Pamulihan is een bestuurslaag in het regentschap Kuningan van de provincie West-Java, Indonesië. Pamulihan telt 2806 inwoners (volkstelling 2010).